# Solituderennen 1963
Résultats de la Solituderennen 1963 (XIII Großer Preis der Solitude) de Formule 1 hors-championnat qui a eu lieu sur le Circuit de Solitude le 28 juillet 1963.

## Classement
| Pos. | no | Pilote                  | Écurie                      | Voiture            | Tours | Temps/Abandon    | Grille |
| ---- | -- | ----------------------- | --------------------------- | ------------------ | ----- | ---------------- | ------ |
| 1    | 1  | Jack Brabham            | Brabham Racing Organisation | Brabham-Climax     | 25    | 1 h 40 min 6 s 9 | 2      |
| 2    | 17 | Peter Arundell          | Team Lotus                  | Lotus-Climax       | 25    | + 24 s 7         | 4      |
| 3    | 2  | Innes Ireland           | British Racing Partnership  | BRP-BRM            | 25    | + 2 min 30 s 5   | 6      |
| 4    | 4  | Lorenzo Bandini         | Scuderia Centro Sud         | BRM                | 25    | + 3 min 39 s 1   | 10     |
| 5    | 24 | Gerhard Mitter          | Écurie Maarsbergen          | Porsche            | 24    | + 1 tour         | 11     |
| 6    | 3  | Jim Hall                | British Racing Partnership  | Lotus-BRM          | 24    | + 1 tour         | 9      |
| 7    | 23 | Carel Godin de Beaufort | Écurie Maarsbergen          | Porsche            | 24    | + 1 tour         | 13     |
| 8    | 8  | Bob Anderson            | DW Racing Enterprises       | Lola-Climax        | 24    | + 1 tour         | 12     |
| 9    | 30 | Joakim Bonnier          | Rob Walker Racing Team      | Cooper-Climax      | 23    | Moteur           | 3      |
| 10   | 5  | Mario de Araujo Cabral  | Scuderia Centro Sud         | Cooper-Maserati    | 23    | + 2 tours        | 18     |
| 11   | 7  | Bernard Collomb         | Bernard Collomb             | Lotus-Climax       | 22    | + 3 tours        | 21     |
| Nc.  | 12 | André Pilette           | Tim Parnell                 | Lotus-Climax       | 21    | + 4 tours        | 22     |
| Nc.  | 25 | Ian Raby                | Ian Raby Racing             | Gilby-BRM          | 20    | + 5 tours        | 17     |
| Nc.  | 22 | Philip Robinson         | Tim Parnell                 | Lotus-Climax       | 20    | + 5 tours        | 19     |
| Abd. | 29 | Joseph Siffert          | Siffert Racing Team         | Lotus-BRM          | 17    | Soupape          | 7      |
| Nc.  | 19 | Mike Hailwood           | Reg Parnell Racing          | Lola-Climax        | 17    | + 8 tours        | 14     |
| Nc.  | 28 | Gunther Seiffert        | Rhine-Ruhr Racing Team      | Lotus-BRM          | 17    | + 8 tours        | 20     |
| Abd. | 11 | Ernst Maring (pl)       | Kurt Kuhnke                 | BKL Lotus-Borgward | 16    | Moteur           | 25     |
| Abd. | 26 | Tony Settember          | Scirocco Racing Cars        | Scirocco-BRM       | 11    | Soupape          | 15     |
| Nc.  | 15 | Jim Clark               | Team Lotus                  | Lotus-Climax       | 11    | + 14 tours       | 1      |
| Abd. | 27 | Ian Burgess             | Scirocco Racing Cars        | Scirocco-BRM       | 8     | Allumage         | 27     |
| Abd. | 15 | Phil Hill               | Scuderia Filipinetti        | Lotus-BRM          | 7     | Fuite d'essence  | 16     |
| Abd. | 18 | Chris Amon              | Reg Parnell Racing          | Lola-Climax        | 5     | Roue             | 8      |
| Abd. | 16 | Trevor Taylor           | Team Lotus                  | Lotus-Climax       | 5     | Couple conique   | 5      |
| Abd. | 20 | Tim Parnell             | Tim Parnell                 | Lotus-BRM          | 4     | Moteur           | 23     |
| Abd. | 21 | Ron Carter              | Tim Parnell                 | Lotus-Climax       | 1     | Moteur           | 26     |
| Abd. | 10 | Kurt Kuhnke             | Kurt Kuhnke                 | BKL Lotus-Borgward | 0     | Moteur           | 24     |
| Np.  |    | Carlo Mario Abate       | Scuderia Centro Sud         | Cooper-Maserati    |       |                  |        |
| Np.  |    | Jo Schlesser            | Jo Schlesser                | Brabham-Ford       |       |                  |        |

Légende:
- Abd.= Abandon - Np.=Non partant - Nc.=Non classé

## Pole position et record du tour
- Pole position :  Jim Clark (Lotus-Climax) en 3 min 50 s 2.
- Meilleur tour en course :  Jim Clark (Lotus-Climax) en 3 min 49 s 1.

## Tours en tête
- Jack Brabham 25 tours[1] (1-25)